# James Syme
James "Tiny" Syme (1 de octubre de 1926 – 22 de agosto de 1973) fue un jugador británico de hockey sobre hielo. Jugó para los Dunfermline Vikings y los Paisley Pirates durante los años 40 y 50. También fue jugador de la Selección Nacional de Hockey sobre Hielo de Gran Bretaña en el Campeonato Mundial de Hockey sobre Hielo de 1950. En 1957 emigró a Canadá, donde jugó para los Strathroy Rockets y los St. Thomas Royals in the Liga Profesional de Hockey de Ontario. En 2006 ingresó en el Salón de la Fama Británico del Hockey sobre Hielo.
Era el hermano mayor del también jugador de hockey Thomas "Tuck" Syme.